# Stefanowa Dolina

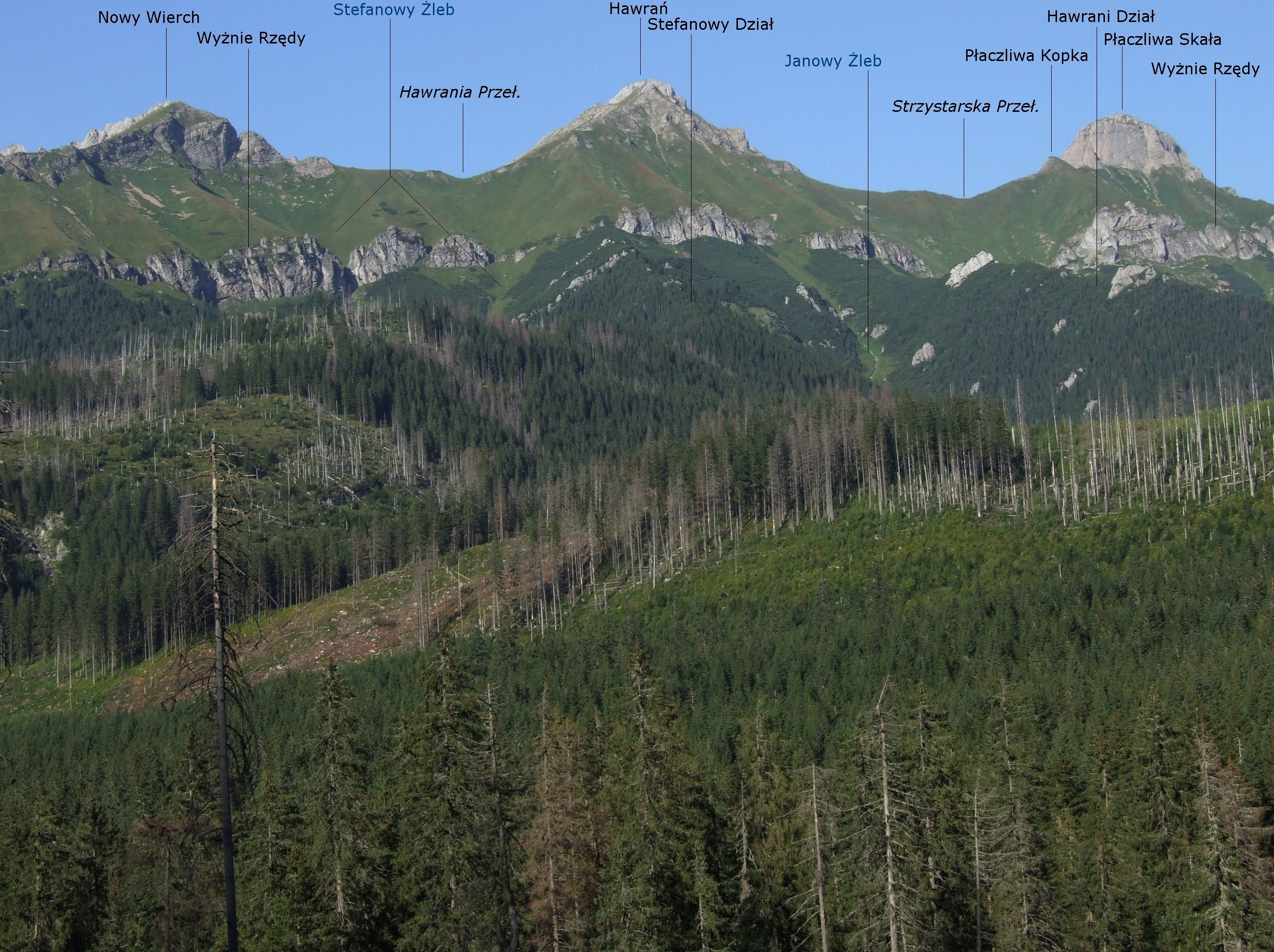
Widok z Doliny Jaworowej

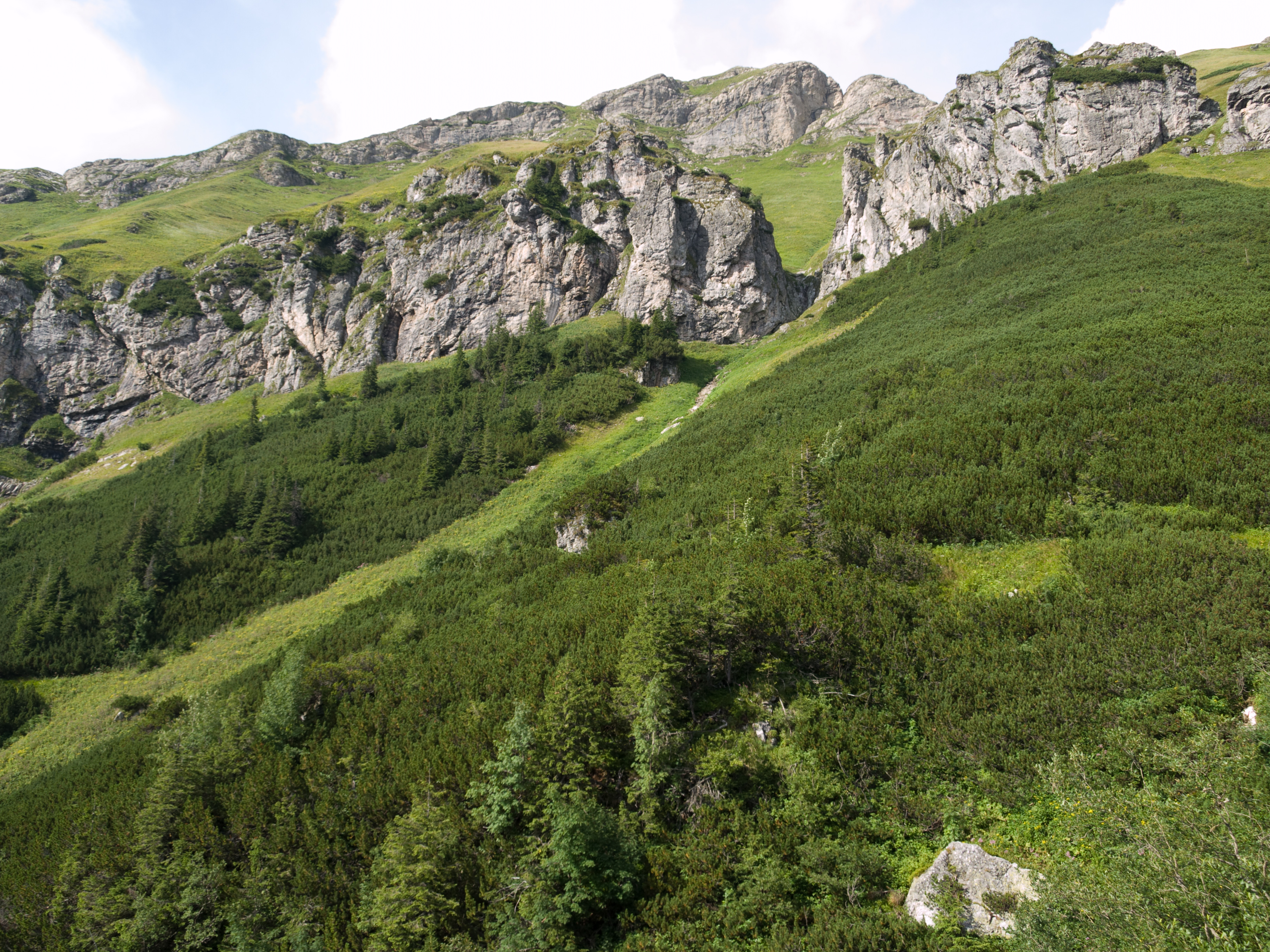
Zadni Stefanowy Żleb i Hawranie Rzędy

Stefanowa Dolina (słow. dolina Štefanky) lub Stefanowy Żleb (Štefanov žľab) – dolinka będąca prawym odgałęzieniem Doliny Jaworowej w  Tatrach Bielskich. Górą podchodzi pod główną grań Tatr Bielskich na odcinku od Skrajnej Murańskiej Czubki po Niżni Hawrani Zwornik. Orograficznie prawe ograniczenie tworzy wyrastający ze Skrajnej Murańskiej Czubki grzbiet zwany Bujakiem. Lewe ograniczenie tworzy Stefanowy Dział.
Stefanowa Dolina ma dwie główne odnogi:
- główna, wschodnia to Zadni Stefanowy Żleb, którego główne koryto podchodzi pod Hawranią Przełęcz,
- zachodnia to Skrajny Stefanowy Żleb, górą podchodzący pod Murańskie Czubki i Nową Przełęcz[1].

Żleby te oddzielone są grzędą wyrastającą z głównej grani Tatr Bielskich zaraz po wschodniej stronie Nowej Przełęczy. Obydwie przecinają skalisty pas Hawranich Rzędów i łączą się z sobą na wysokości około 1320 m. Od miejsca połączenia główna, wschodnia odnoga biegnie w górę początkowo we wschodnim kierunku, u podnóży Stefanowego Wierchu ostro zmienia kierunek na północno-wschodni, odnoga zachodnia wznosi się w kierunku północno-wschodnim
Stefanowa Dolina opada do Doliny Jaworowej na południowy wschód od Gałajdówki. W swej dolnej części ma charakter niewielkiej, lesistej dolinki. Jej dnem spływa Stefanowy Potok uchodzący do Jaworowego Potoku. Woda płynie nim jednak tylko w dolnej części, w obydwu żlebach tylko okresowo. 
Dolną część doliny porasta las, wyżej kosodrzewina, a najwyższe partie są trawiaste i skaliste  Na mapach zaznaczane są na jej zboczach polany, zostały jednak zalesione. Wylot Doliny Stefanowej i Stefanowy Potok przekracza niebiesko znakowany szlak turystyczny wiodący Doliną Zadnich Koperszadów.
Nazwę Stefanowa Dolina wprowadził Władysław Cywiński w 4 tomie przewodnika Tatry, w dotychczasowych opracowaniach  ina mapach dolinka ta nazywana była Stefanowym Żlebem.

## Przypisy

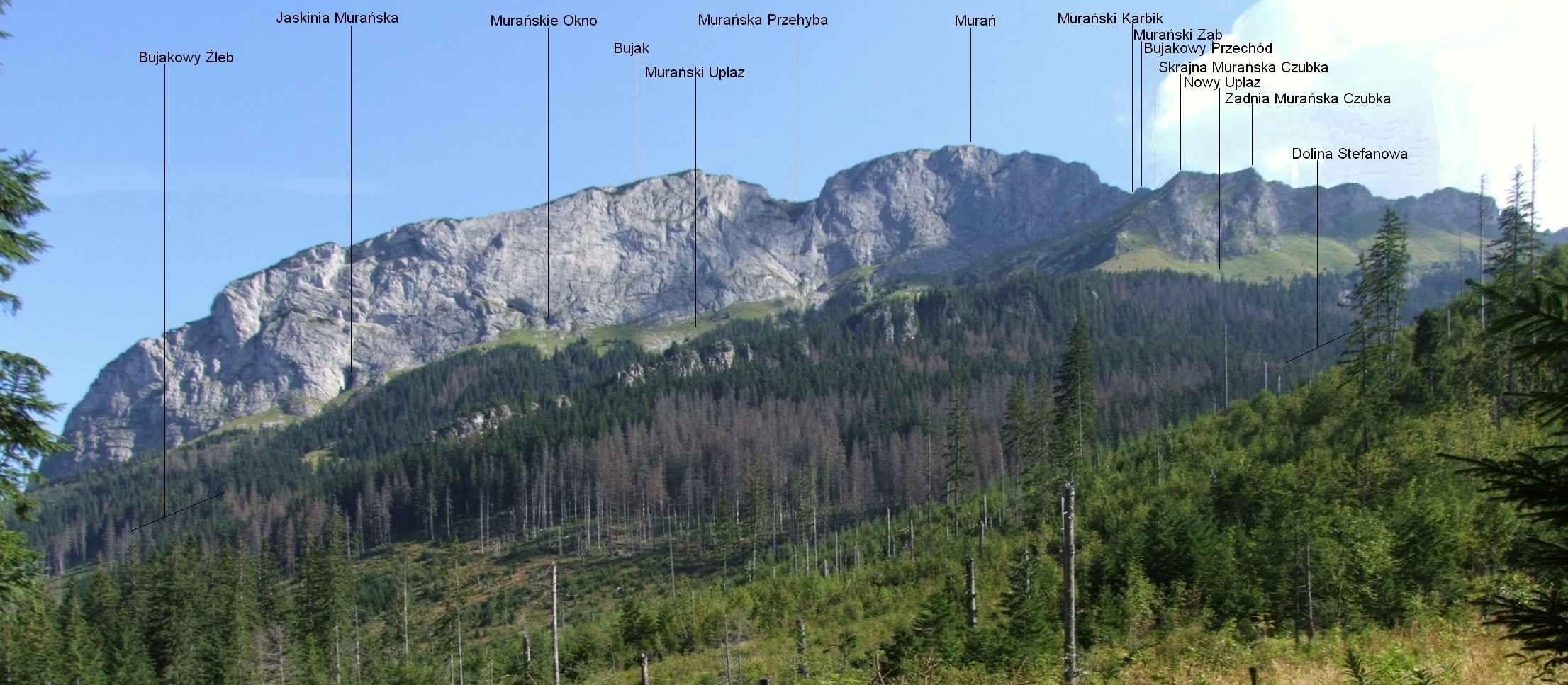